# La Libertad (Madrid)
La Libertad fue un periódico español de tono progresista, obrerista, socializante, muy popular, ameno y de fácil lectura, que fue fundado en 1919 por redactores de El Liberal como consecuencia de una huelga de periódicos. A lo largo de su existencia se configuró como una publicación republicana de izquierdas. Desapareció en 1939, al final de la Guerra civil.

## Historia
En diciembre de 1919 un importante número de redactores y obreros del diario El Liberal fueron a la huelga, si bien terminarían abandonando este periódico. En su lugar fundaron una nueva publicación, La Libertad, que sacó su primer número el 13 de diciembre de 1919. En sus primeros años mantuvo una posición cercana al político Santiago de Alba y el grupo de la Izquierda Liberal. Tras la instauración de la dictadura de Primo de Rivera fue uno de los periódicos que acogió más negativamente al nuevo régimen.
En marzo de 1925 el diario fue adquirido por el empresario y financiero Juan March, que también se hizo con el control del vespertino Informaciones. A pesar del cambio de propietario, La Libertad se consolidaría en estos años como el diario de izquierdas de Juan March —en tanto que Informaciones era el de derechas—. Mantuvo una postura de oposición a la dictadura y en 1928 se declaraba republicano; en el momento de la caída de la dictadura —1930— constituía, según Antonio Checa Godoy, uno de los principales portavoces del republicanismo en Madrid. La línea editorial no cambió tras la llegada de la Segunda República. March se desprendió del periódico en mayo de 1934, momento a partir del cual inició una nueva etapa. En 1935 dio una gran cobertura mediática al asunto del «estraperlo», explotando aquel escándalo político.
El periódico pasó a defender a los políticos del primer bienio y extremaría su postura izquierdista, sobre todo a partir del triunfo del Frente Popular en las elecciones de febrero de 1936. El diario continuó editándose tras el estallido de la Guerra Civil, en julio de 1936. Desapareció con el término de la contienda, a finales de marzo de 1939.

## Trayectoria

«El presidente vuela», caricatura de Tito, 18 de octubre de 1922.

De su éxito da cuenta que tirara 250 000 ejemplares el día en que se cumplió la sentencia contra los reos del Crimen del Expreso de Andalucía en una ciudad, Madrid, que no llegaba a los 750 000. Publicaba folletines de buena calidad (Eckermann, Dickens, Merimée, Dumas hijo, Goethe, Murger, Verne, Répide, Palacio Valdés, Conan Doyle, etc.) bien ilustrados por Carlos Sáenz de Tejada primero y luego a Francisco Rivero Gil, mientras que las caricaturas se reservaban a Exoristo Salmerón y Ricardo Marín, aunque también hizo sus pinitos como dibujante el menor de los hermanos Machado, José. De los dibujos deportivos se encargaba J. M. Martínez Bande.
Mantuvo con El Liberal una seria competencia por ganarse el crédito de los lectores además de una demanda por plagio acusados de copiar las secciones, la maquetación, la distribución de las páginas e intentar aprovecharse de los cauces de distribución. No obstante, La Libertad se apuntó notables éxitos informativos:
- Reportaje sobre la Guerra de Marruecos en ocho entregas realizado por Oteyza y Alfonso.
- Atención, en 1920, al posible ingreso del PSOE en la III Internacional.

### Escrache
El 26 de noviembre de 1935 un grupo de monárquicos y derechistas encabezados por Fernando Cobián, hijo del exministro Eduardo Cobián, se situó a primeras horas de la noche frente a la sede del periódico "con el propósito de realizar una agresión como protesta contra un suelto publicado por dicho periódico en la edición de la mañana".

## Redacción
Entre los redactores fundadores se encontraban Antonio Zozaya, Luis de Oteyza (que fue uno de sus directores), Pedro de Répide, Antonio de Lezama, Luis de Zulueta, Augusto Barcia, Manuel Machado y Luis Salado entre otros. También fue colaboradora la periodista Teresa de Escoriaza.
La nónima que hace de sus redactores Antonio de Miguel incluye, aparte de a los citados, a Camilo Barcia Trelles, hermano de Augusto; a Joaquín Aznar, que llegaría a ser su director; a Darío Pérez, Luis de Tapia, Manuel Castro Tiedrá, Arturo Pérez Camarero, José Manuel Fernández Gómez (luego condenado a muerte como redactor por los vencedores de la guerra civil junto al también redactor y poeta Félix Paredes Martín y el subdirector Eduardo Haro Delage), Alfonso R. Kuntz, Antonio de la Villa, su hermano Alejandro de la Villa, Ricardo Hernández del Pozo, Rafael Hernández, Antonio García Romero, Ángel Lázaro, Manuel Ortiz de Pinedo, Francisco Rivero Gil, el fotógrafo Alfonso Sánchez García, conocido simplemente como "Alfonso", y varios más.